# Provincia de Tsushima
La provincia de Tsushima (対馬国 Tsushima-no kuni?) era una antigua provincia de Japón ubicada en la isla de Tsushima la cual ocupaba el área correspondiente a Tsushima actual que pertenece a la prefectura de Nagasaki. La provincia de Tsushima era frecuentemente llamada Taishū (対州?).

## Historia política
El origen de la provincia de Tsushima es poco claro. Es posible que fuera reconocida como provincia de la corte de Yamato en el siglo V cuando gobernaba el sistema Ritsuryō, desde ese entonces se convertiría en provincia.
La provincia de Tsushima ha representado un área estratégica que tuvo un rol fundamental en la defensa de posibles invasiones de Asia continental y en cuestiones comerciales con Corea. Después de que Japón fuera derrotado por el reino Silla en la Batalla de Baekgang en el año 663, el castillo de Kaneda fue construido en esta isla.
La provincia de Tsushima ha sido controlada por 'Tsushima no Kuni no miyatsuko' (eran clanes encargados de algunas provincias en este caso Tsushima) hasta el período Heian. Este clan fue después reemplazado por el clan Ahiru. El clan Sō se alzó en poder alrededor de la mitad del siglo XIII y tomó control de la isla entera a finales del siglo XV durante el período Edo, la provincia de Tsushima fue controlada por el dominio de Tsushima Fuchu (dominio de Izuhara) del clan Sō. Fue puesto en cargo de la diplomacia y el comercio monopolizado de la dinastía Joseon de Korea.
Como resultado de la abolición del sistema han, el dominio de Tsushima Fuchu se convirtió en la prefecura de Izuhara en 1871. En ese mismo año, la prefectura de Izuhara fue absorbida por la prefectura de Imari la cual fue renombrada prefectura de Saga en 1872. Tsushima sería transferida a la prefectura de Nagasaki en 1872.

## Distritos
A lo largo de su historia, la provincia de Tsushima consistió de solamente dos distritos:
- Kamiagata (上県)
- Shimoagata (下県)

La capital de la provincia de Tsushima estaba localizada en Izuhara. Los distritos de Kamiagata y Shimoagata serían absorbidos subsecuentemente en la actual ciudad de Tsushima.